# William Sharpe
William Sharpe (Boston, 16 giugno 1934) è un economista statunitense, vincitore, insieme a Harry Markowitz e Merton Miller, del premio Nobel per l'economia nel 1990, «...per i contributi pionieristici alla teoria dell'economia finanziaria.».

## Biografia
Nel 1951 si iscrisse alla Università della California - Berkeley con l'intento di laurearsi in medicina. Cambiò i suoi piani durante il primo anno e si trasferì alla Università della California a Los Angeles (UCLA), per studiare Business Administration. Accorgendosi di non essere interessato alla contabilità, Sharpe cambiò ancora una volta indirizzo di studi passando ad Economia. Durante questi studi due professori ebbero su di lui una grande influenza: Armen Alchian, un economista che divenne il suo mentore, e J. Fred Weston, un professore di finanze che lo introdusse agli studi di Harry Markowitz sulla frontiera dei portafogli. Conseguì il suo titolo di bachelor nell'UCLA nel 1955 ed il titolo di master nel 1956. Nel medesimo anno s'impiegò presso la RAND Corporation, conseguendo, durante le ricerche presso tale organizzazione, il Ph. D. sempre presso l'UCLA, sotto la supervisione di Armen Alchian. 
Ha quindi insegnato all'Università di Washington e alla Università della California di Irvine, approdando nel 1970 a Stanford.
Professore emerito di finanza alla Graduate Business School dell'Università di Stanford, è il padre del Capital asset pricing model, utilizzato in tutto il mondo per la valutazione delle attività finanziarie, che ha proposto per la prima volta in un pionieristico contributo del 1964. Prende il suo nome inoltre lo Sharpe ratio, utilizzato come misura di rendimento corretta rispetto al rischio nella valutazione degli investimenti. Ha inoltre contribuito, con il modello di Cox-Ross-Rubinstein, allo sviluppo dei modelli ad albero binomiale, per la valutazione dei titoli derivati, nonché a una serie di misure di performance dei fondi comuni. 
È stato presidente dell'American Finance Association.
È stato insignito di dottorati honoris causa dalle università DePaul University, Università di Alicante, e di Vienna. Ha inoltre ricevuto la più alta onorificenza della UCLA, la UCLA Medal.

### Articoli su riviste
- Capital Asset Prices: A Theory of Market Equilibrium under Conditions of Risk, in Journal of Finance 19(2), 425-442, 1964. L'articolo che propose originariamente il Capital Asset Pricing Model.
- The Capital Asset Pricing Model: A ‘Multi-Beta’ Interpretation, in H. Levy and M. Sarnat, eds., Financial Decision Making Under Uncertainty, New York, Harcourt Brace Jovanovich, Academic Press, 1977.

### Manualistica
- The economics of computers, New York, Columbia University, 1969. Trad. italiana L'economia del computer, edizione condensata a cura di Giorgio Szegö, Torino, Boringhieri, 1976.
- Portfolio Theory and Capital Markets, New York, McGraw-Hill, 1970.
- Introduction to Managerial Economics, New York, Columbia University Press, 1972.
- Investments, Englewood Cliffs, N.J., Prentice-Hall, 1978.
- Asset Allocation Tools, Redwood City, CA, Scientific Press, 1987.
- Fundamentals of Investments, con Gordon J. Alexander, Englewood Cliffs, N.J., Prentice-Hall, 1989.
- Investors and markets : portfolio choices, asset prices, and investment advice, Princeton, N.J., Princeton University Press, 2006.